# 이향원
이향원(본명: 이동호1944년 8월 21일 ~ 2011년 2월 17일)은 대한민국 경상북도 영천(永川)의 출신의 만화가이다.
1965년 서라벌예술대학 사진과를 졸업하였다. 1960년 만화 「의남매」를 게재하면서 만화가로 데뷔하였다. 1990년 우수어린이만화작가에 선정되었고, 1998년 한국간행물윤리위원회 심의위원으로 활동하였다. 만화잡지가 유행했던 1970년대부터 1980년대까지 한국 만화계의 부흥을 이끌었던 만화가 중 한 사람으로 평가받는다.

## 작품
- 《싸우는 투견》(1968년)
- 《마구왕 철》(소년동아일보 연재, 1981년 단행본 출판)
- 《환상의 변화구, 매직서클》(소년동아일보 연재, 1984년 단행본 출판)
- 《이겨라 벤》(1983년~1985년, 소년중앙 연재)
- (이겨라 무쇠) (1986~1987년, ((소년중앙)) 연재)
- (이겨라 벤> 2부 (1987~1988년)((소년중앙)) 연재)
- 《나는 차돌》, 《파이팅 차돌》(1987년, 소년중앙 연재)
- 《삽살개 회오리》(소년중앙 연재)
- 《파이터 고수머리》(소년중앙 연재)
- 《떠돌이 검둥이》(1993년)
- 《파이팅 꼭지》(2000년)
- 《명견 스토리》(2000년~2001년)
- 《행복동 이야기》(2008년)

## 수상
- 1991년 YWCA 우수만화작가상

## 데뷔
- 1960년 《의남매》

## 문하생
- 허영만